# Hendrik Herman Donker Curtius
Hendrik Herman Donker Curtius ('s-Hertogenbosch, 1 januari 1778 – Arnhem, 25 juli 1839) was een hervormd predikant. Als preses van de synode van 1835 kan hij gezien worden als aanvoerder in de strijd tegen de Afscheiding van 1834. Hij ging er daarbij toe over, de overheid te vragen om vervolging van de afgescheidenen.

## Familie
Hij was de zoon van Boudewijn Donker Curtius. Opmerkelijk is dat zijn broer Dirk Donker Curtius (advocaat), tegen de waarschuwingen van Hendrik in, ds. H.P. Scholte heeft verdedigd voor de Hoge Raad.
- Biografisch Portaal: 18882294
- Digitale Bibliotheek voor de Nederlandse Letteren: donk011
- Gemeinsame Normdatei: 1055277404
- International Standard Name Identifier: 0000 0003 9396 9648
- Nederlandse Thesaurus van Auteursnamen: 067541593
- Virtual International Authority File: 288343428
- WorldCat: E39PBJqqwDHBK77TvfkjcbBpT3